# 大垣市かみいしづ緑の村公園
大垣市かみいしづ緑の村公園（おおがきしかみいしづみどりのむらこうえん）とは、岐阜県大垣市にある大垣市営の公園。

## 概要
- 1982年（昭和57年）5月2日、養老郡上石津町の町営の緑の村公園（上石津町緑の村公園）として開園[1]。2006年（平成18年）3月27日に上石津町が大垣市に編入されると同時に大垣市かみいしづ緑の村公園に改称する[2]。
- 指定管理者制度を導入しており、一般社団法人かみいしづ緑の村公社が管理する[3]。
- 公園内はボタン、クリスマスローズ、サクラ（ソメイヨシノ、ヤエザクラ、シダレザクラ）、アジサイ、ツバキ、カリン、モミジなど20種類以上の植物が植えられいる。
- 上石津地区のイベントであるもんでこかみいしづの会場である。もんでこかみいしづは1982年（昭和57年）7月30日に夏祭りとして開催される[1]。かつては花火大会も行われていたが資金難もあり中止。2024年現在は開催月を10月とし秋のイベントとなっている。

## 主な施設
- 公園管理事務所

センター研修室、売店などがある。
- セミナーホール
- 大垣市山村体験宿泊施設「奥養老」

宿泊施設。個人での利用、学校・企業の宿泊研修やスポーツの合宿などで利用可能。
- 陶村工房

陶芸を体験できる施設
- シルクの里工房

草木染めを体験できる施設。
- 木工教室
- ウッディドーム

屋根付きの全天候型のグラウンド。広さ約1,500m2。
- 芝生広場

広さ約3,500m2。
- 野外ステージ

広さ約180m2。
- テニスコート

砂入り人工芝7面（うち3面はナイター完備）、ハードコート1面。
- グラウンドゴルフ

アウトコース、センターコース、インコースがある。
- BMXパーク
- キャンプ場
  - みどりのRVエリア（車中泊専用キャンプサイト）
  - 芝生広場デイキャンプサイト
  - 野営場デイキャンプサイト
- 緑の村バーベキューハウス

屋根付きのバーベキューハウス。最大20名収容可能。旧称：釣り堀バーベキュー場。
旧釣り堀バーベキュー場
- アスレチック
- 釣り堀
- 遊具

無料の遊具と有料の遊具がある。
- 民俗資料館

江戸時代末期の古民家を移設した建物。2023年時点内部見学を中止中。
- ボタン園

広さ約680m2。2007年（平成19年）に寄付されたボタンと景石を利用して設置。60種876本を植栽。大垣市のボタンの名所とされている。
- 手づくり工房あめんぼ

2013年（平成25年）6月開店。地元の特産品、手作り雑貨の販売。
- カフェあめんぼ

2015年（平成27年）4月開店。石釜で焼くピザを中心とした飲食店。
- かみいしづ33terrace

全席屋根付きのバーベキュー場。最大300名収容可能。しいたけ園バーベキュー場を改修し、2021年（令和3年）に改称。

## 利用案内
- 開園時間：8：00 - 17：00[2]
- 休園日：年末年始（12月28日 - 1月3日）[2]

## アクセス

### 公共交通機関
- 名阪近鉄バス関ケ原多良線「緑の村」バス停下車。
  - JR東海道本線関ケ原駅より「時」行き

### 自動車
- 名神高速道路関ヶ原ICより国道365号を南下、車で約20分。